# Кубинский виреон
Кубинский виреон (лат. Vireo gundlachii) — вид воробьинообразных птиц из семейства виреоновых. Видовое латинское название дано в честь кубинского орнитолога Хуана Гундлаха (1810—1896). Эндемик Кубы.

## Таксономия
Иногда вид считают конспецифичным с Vireo griseus. Выделяют четыре подвида Vireo gundlachii, но иногда этот вид считают монотипическим.

## Описание
Длина тела 13 см. Масса 11,1—15,2 г. У представителей номинативного подвида корона и спинка тускло-оливково-серые.

## Биология
Питаются насекомыми, фруктами, мелкими ящерицами. Гнездо представляет собой хорошо скрытую чашу, сделанную из растительных волокон, трав, мхов, лишайников.
МСОП присвоил виду охранный статус LC.

## Ссылка
- https://www.hbw.com/species/cuban-vireo-vireo-gundlachii